# Warsaw (Carolina del Nord)
Warsaw è un comune degli Stati Uniti d'America, situato in Carolina del Nord, nella contea di Duplin.